# Цемерув
Цемерув (пол. Ciemierów) — село в Польщі, у гміні Пиздри Вжесінського повіту Великопольського воєводства.
Населення — 157 осіб (2011).
У 1975-1998 роках село належало до Конінського воєводства.

## Демографія
Демографічна структура станом на 31 березня 2011 року:
|          | Загалом | Допрацездатний вік | Працездатний вік | Постпрацездатний вік |
| -------- | ------- | ------------------ | ---------------- | -------------------- |
| Чоловіки | 80      | 11                 | 64               | 5                    |
| Жінки    | 77      | 16                 | 39               | 22                   |
| Разом    | 157     | 27                 | 103              | 27                   |